# Hans Rameau
Paul Hans Rameau, auch Paul Henry Rameau, (* 28. November 1901 als Paul Hans Julius Gulder in Berlin; † 9. April 1980 in Gavignano bei Rom) war ein deutscher Drehbuchautor und Schauspieler.

## Leben
Der gebürtige Paul H. Gulder war der Stiefsohn des Schauspielers und Bühnenregisseurs Emil Rameau (eigentlich Pulvermacher). Er besuchte das Berliner Werner von Siemens-Gymnasium und machte 1919 sein Abitur. Nach einer Ausbildung am Berliner Reinhardt-Seminar spielte Rameau 1920 am Neuen Schauspielhaus in Königsberg und 1921 bis 1924 an den Münchner Kammerspielen.
Neben der Übernahme von einigen kleinen Filmrollen begann er schon 1919 mit dem Schreiben von Drehbüchern. Er verfasste die Drehbücher für Komödien, Abenteuerfilme und Melodramen. Nach dem erfolgreichsten Film Mazurka, der einen authentischen Mordfall und Prozess zum Gegenstand hatte, emigrierte der als homosexuell geltende Rameau 1935 nach Wien, dann nach Rom und 1936 nach London.
1937 traf er in Hollywood ein, erhielt einen Vertrag bei MGM und nannte sich seit 1939 Paul H(enry). Rameau. Er schrieb als Koautor an einigen Drehbüchern von bedeutenden Produktionen wie der Filmadaption Ihr erster Mann mit. 1951 kehrte er wie sein Stiefvater nach Berlin zurück. Rameau lieferte noch die Drehbücher zu recht unterschiedlichen deutschen und österreichischen Inszenierungen der fünfziger Jahre.

## Filmografie
- 1919: Jettatore – Die geheimnisvolle Macht
- 1926: Der rosa Diamant (auch Darsteller)
- 1926: Faust – eine deutsche Volkssage (nur Darsteller)
- 1927: Primanerliebe (nur Darsteller)
- 1927: Der größte Gauner des Jahrhunderts
- 1927: Am Rüdesheimer Schloß steht eine Linde
- 1927: Mein Freund Harry
- 1928: Die Yacht der sieben Sünden
- 1928: Der Unüberwindliche
- 1928: Weib in Flammen
- 1928: Der Zarewitsch
- 1929: Skandal in Baden-Baden
- 1929: Diane
- 1929: Die Liebe der Brüder Rott
- 1929: Tempo! Tempo!
- 1929: Sein bester Freund
- 1930: Die Warschauer Zitadelle
- 1930: Achtung! – Auto-Diebe!
- 1930: Nur Du
- 1930: Er oder ich
- 1930: Die Marquise von Pompadour
- 1931: Die Frau, von der man spricht
- 1931: Die Abenteurerin von Tunis
- 1931: Der Schlemihl
- 1931: Bobby geht los
- 1933: Manolescu, der Fürst der Diebe
- 1933: Sprung in den Abgrund
- 1933: Ein Unsichtbarer geht durch die Stadt
- 1933: Rund um eine Million
- 1933: Die Finanzen des Großherzogs
- 1934: Ich kenn’ Dich nicht und liebe Dich
- 1934: Die Welt ohne Maske
- 1934: … heute Abend bei mir
- 1935: Wunder des Fliegens
- 1935: Nacht der Verwandlung
- 1935: Die ganze Welt dreht sich um Liebe (Liedtexte)
- 1935: Mazurka
- 1936: Ma non è una cosa seria
- 1937: Sein bester Freund
- 1937: Moonlight Sonata / The Charmer (Story)
- 1937: Confession (Story)
- 1937: The Rat
- 1940: Ihr erster Mann (Waterloo Bridge)
- 1940: Tödlicher Sturm (The Mortal Storm)
- 1942: We Were Dancing
- 1942: Mrs. Miniver
- 1943: Madame Curie
- 1946: Die Wildnis ruft (The Yearling)
- 1948: Dr. Johnsons Heimkehr (Homecoming)
- 1951: Maria Theresia
- 1952: Der keusche Lebemann
- 1952: Die Spur führt nach Berlin
- 1952: Der Onkel aus Amerika
- 1954: Bei Dir war es immer so schön
- 1954: Der Zarewitsch
- 1956: Gaby
- 1956: Musikparade
- 1956: Du bist Musik
- 1957: Die verpfuschte Hochzeitsnacht
- 1957: Die Lindenwirtin vom Donaustrand
- 1957: Wien, du Stadt meiner Träume
- 1958: Münchhausen in Afrika (Story)
- 1958: Scala – total verrückt
- 1960: Sabine und die 100 Männer
- 1961: Der Transport
- 1963–64: Menschen helfen Menschen (TV-Serie, drei Folgen)
- 1964: Mitternachtszauber (TV)

## Hörspiele
- 1929: Friedrich Wolf: SOS … rao rao … Foyn – „Krassin“ rettet „Italia“ (Funker Roma – São Paulo) – Regie: Alfred Braun (Hörspiel – RRG)